# آرپی وارتومیان
آرپی درنیکی وارتومیان (ارمنی: Արփի Դերենիկի Վարդումյան؛ انگلیسی: Arpi Vardumyan؛ زادهٔ ۱۱ مهٔ ۱۹۴۸) موسیقی‌شناس اهل ارمنستان است.

## زندگی‌نامه
وی در ۱۱ مه ۱۹۴۸ در ایروان به دنیا آمد و از مدرسه موسیقی کوستانتین ساراجف، مدرسه موسیقی سایات‌نووا، مدرسه موسیقی چایکوفسکی ایروان و کنسرواتوار دولتی کومیتاس ایروان فارغ‌التحصیل گشت. وی عضو اتحادیه آهنگسازان ارمنستان است. 